# اندی کوی
اندی کوی (انگلیسی: Andy Quy؛ زادهٔ ۴ ژوئیهٔ ۱۹۷۶) بازیکن فوتبال اهل بریتانیا است.
از باشگاه‌هایی که در آن بازی کرده‌است می‌توان به باشگاه فوتبال استوک سیتی، باشگاه فوتبال دربی کانتی، باشگاه فوتبال تاتنهام هاتسپر، باشگاه فوتبال استالی‌بریج سلتیک، باشگاه فوتبال استیونج، باشگاه فوتبال گریمزبی تاون، باشگاه فوتبال کترینگ تاون، و باشگاه فوتبال هرفورد یونایتد اشاره کرد.